# Adam Sierakowski
Adam Sierakowski (ur. 21 lutego 1846 w Waplewie, zm. 12 marca 1912 tamże) – hrabia, ziemianin, polityk i działacz społeczny.
Syn Alfonsa. W 1863 roku ukończył gimnazjum w Poznaniu, a następnie podjął studia prawnicze w Berlinie. Na podstawie rozprawy dotyczącej prawa spadkowego szlachty polskiej w Prusach uzyskał stopień doktor nauk prawniczych. Był członkiem Towarzystwa Antropologicznego i Geograficznego w Berlinie. W 1875 współzałożył Towarzystwo Naukowe w Toruniu, pełniąc w nim w latach 1878-1884 funkcję kierownika Wydziału Historyczno-Archeologicznego, a w latach 1886-1897 wiceprezesa. Członek Towarzystwa Historycznego we Lwowie.
Prowadził badania historyczne oraz archeologiczne, ich wyniki publikował w Bibliotece Warszawskiej, Kronice Rodzinnej i Czasie. Stworzył z majątku rodzinnego w Waplewie centrum polskiego życia kulturalnego i społecznego na Pomorzu. Jego gośćmi byli m.in.: Jan Matejko i Stanisław Tarnowski.
Szambelan pruski od 1892. Odznaczony pruskim Orderem Orła Czerwonego IV klasy w 1894.
W 1876 roku ożenił się z Marią, córką Adama Potockiego. Mieli troje dzieci: synów Jana i Stanisława oraz córkę Wandę.